# 李成桂
朝鮮太祖（：／ Joseon Taejo；1335年10月27日—1408年6月18日），朝鲜王朝的開國君主，本名李成桂（：／ Yi Seong gye）；即位後更名李旦（：／ Yi Dan），改字君晉（：／ Gun jin）。本貫全州李氏，父親李子春為元朝世襲斡東千戶兼任達魯花赤。
李成桂隨父歸附高麗，並因抵禦北元、明朝戰功顯赫不斷受提拔；後來因反對發兵遼東，發起威化島回軍並掌握高麗政權。1392年，李成桂推翻高麗自立為王，創建朝鮮王朝，並遷都漢城。即位後，改革高麗政策、對明朝行事大主義，并通過招撫、武力征服北方的女真部落，使朝鮮王國疆域達到图们江。1398年第一次王子之乱後，讓位於次子李芳果（朝鮮定宗），成為太上王。讓位後，由於不滿第五子李芳遠（朝鮮太宗）掌權，曾出奔咸興，不久被迫返回，最後在漢城昌德宮於1408年薨逝。廟號太祖，谥号康獻至仁啓運聖文神武大王，葬於健元陵。
大韓帝國建立後，高宗皇帝於1899年將李成桂改諡為至仁啓運應天肇統廣勳永命聖文神武正義光德高皇帝。

## 生平

### 高麗時代

#### 早年經歷
1335年10月27日，李成桂在和州（和寧）黑石里私邸誕生，其出生地位於遼陽行省的雙城總管府（現位於朝鮮民主主義人民共和國境內，屬咸鏡南道金野郡）；他是斡東千戶兼達魯花赤吾魯思不花（李子春）與正室崔氏所生的嫡長子。之後，李子春率家人遷居咸興。
李成桂出身的家族全州李氏本為地方豪族，但是並不是具有悠久歷史的名門:280。他的高祖父李安社投降蒙古後，在1255年受封斡東千戶兼任達魯花赤，子孫世襲其職位；李成桂的母親本貫永興崔氏，外祖父崔閑奇也是和州人。李成桂在1351年娶韓卿的女兒安邊韓氏為妻，兩人育有六子二女。雙城總管府除高麗軍民外，也有女真族諸部。在青少年時期，李成桂與女真人李之蘭（豆蘭帖木兒）結拜為義兄弟；由於這層關係，日後李之蘭成為李成桂的得力助手，並有許多女真部族投靠並追隨李成桂:132。1356年，高麗恭愍王派兵攻打雙城總管府，並授予李子春官爵；李子春於是成為高麗的內應，起兵響應柳仁雨收復雙城總管府。恭愍王封李子春大中大夫、司僕卿，並在高麗首都開城賜府邸一座。此後，李成桂隨父歸順，成為高麗將領。

#### 軍功崛起

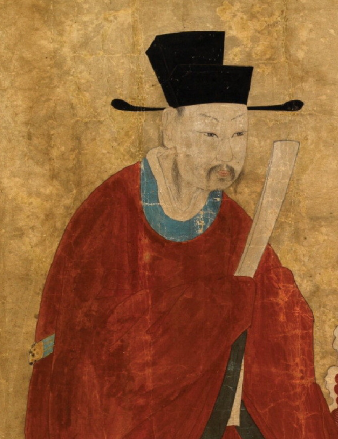
高麗恭愍王

1361年，禿魯江萬戶朴儀叛亂，恭愍王派金璡前去鎮壓；金璡再求援兵，於是李成桂率一千五百名兵力支援，才平定叛亂。當時中國已進入元朝末年，農民起事四起。其中紅巾軍在同年冬天趁鴨綠江結冰，發動十萬人侵略高麗。李成桂迎戰時擊殺紅巾軍數百人、生擒一人；然而不久高麗軍潰敗，恭愍王率宮眷、大臣南逃安東，隨後紅巾軍攻佔首都開城:275。翌年正月，安祐率兵二十萬反攻；李成桂領兵二千人參戰，他由東大門率先進攻、登城，再立軍功。1362年，在原任雙城總管的趙小生引導下，元朝大臣納哈出攻打高麗；李成桂時任東北面兵馬使，與其交戰並獲勝。1364年，元順帝皇后奇氏圖謀廢黜恭愍王，派遼陽行省軍隊進攻高麗；高麗派崔瑩抵禦、李成桂也參戰，最後大敗元軍，並讓元朝將向奇皇后進讒的崔濡送回高麗處死。同年，李成桂官拜密直副使，恭愍王賜金帶、賜號「端誠亮節翊戴功臣」。
1368年，明太祖派徐達北伐攻陷大都，元朝滅亡；元順帝出逃上都，建立北元。1370年，由於奇皇后的姪兒賽因帖木兒在高麗國界製造邊患，恭愍王任命李成桂為東北面元帥，與池龍壽、楊伯淵等渡鴨綠江，出兵征討北元東寧府。李成桂帶兵一千五百人遠征遼陽，同平章事金伯顔遭活捉、賽因帖木兒逃脫，於是班師回朝。由於李成桂不斷建立戰功，恭愍王更加重用他，在1371年任命身為武臣的李成桂為知門下府事、文臣李穡為政堂文學，並讓兩人同日躋身政治中樞。在此前後，李成桂與開城氏族聯姻，再娶了康允成的女兒谷山康氏為妻；兩人育有二子一女。當時高麗士大夫娶平妻的風氣盛行，因此康氏也成為正妻，與李成桂的元配韓氏平起平坐，稱為「京妻」；而由於韓氏是李成桂在故鄉所娶，稱為「鄉妻」。1372年，由於倭寇騷擾高麗東北界，恭愍王外放李成桂，任命為和寧府尹去抵禦倭寇。1374年，恭愍王在一次酒醉後，在寢宮內被宦官崔萬生以及男寵們亂劍砍死。恭愍王遇弒後，其母明德太后洪氏本想從王室中另擇王位繼承人；但是在李仁任主導下，仍由恭愍王獨子、身世有爭議的江寧府院大君王禑繼承王位，是為高麗禑王。
1375年，李成桂、崔瑩奉命統領全羅道、慶尚道軍隊，在京畿道東、西江抵禦倭寇；1377年，先後在智異山、西海道（黄海道）大破倭軍，名聲大震。此時，李成桂接受「完山府院君」的封爵，官拜門下贊成事、判典工司事，按官階順位排名第九。1378年，李成桂與楊伯淵合擊大破倭寇；同年，高麗開始使用明朝年號，時為洪武十一年九月。洪武十三年（1380年），倭寇乘船五百艘進犯高麗南方三道，李成桂被任命為楊廣、全羅、慶尚三道都巡察使前去平亂；戰情一度陷入膠著，李成桂也左腳中箭。最後，李成桂和部將李之蘭射殺人稱「阿只拔都」的倭寇首領，倭寇潰散，高麗軍繳獲馬一千六百多匹；史稱荒山大捷。戰勝凱旋，崔瑩率百官迎接、慰勞李成桂，文臣李穡、金九容、權近等賦詩祝賀。而明朝建立之初、北元衰弱之際，高麗積極招撫女真部落來歸附並拓展疆土，李成桂也建立汗馬功勞:62。洪武十六年（1383年）李成桂奉命出兵，與明軍在吉州交戰，最後明朝所派北元降將胡拔都被擊退。
李成桂出任將領二十多年來建立大量戰功，使他獲得很高的威望。洪武十四年（1381年）四月，李成桂請李穡為自己取表字與號。李穡從張九齡所作唐詩《感遇》選出「桂華秋皎潔」一句、結合李成桂是次子，取表字「仲潔」；又以李成桂重視節義，用「松」字搭配「桂」字，取號「松軒」。李穡也替李成桂的兩個兒子改名為「芳果」、「芳毅」。洪武二十年（1387年），李成桂已有「忠誠亮節翊贊宣威定遠功臣，三重大匡，判三司事兼判典農寺事，上護軍，完山府院君」等多種頭銜；他的父母、異母兄弟等親屬，也先後獲封爵位或官職。洪武二十一年（1388年）正月，就在擅權多年的權臣李仁任退隱後不久，其繼任者廉興邦、林堅味被王禑誅殺，李仁任也於同年在家鄉病死。於是崔瑩被任命為門下侍中（首相），李成桂也登上守門下侍中（副相）之位。

#### 廢立君主
明朝在擊敗控制遼東地區的北元軍隊後，在雙城總管府故地設置铁岭卫，並在洪武二十年（1387年）十二月二十六日告知高麗；宣布鐵嶺（今咸鏡道與江原道交界處）以北成為明朝領土、以南則屬高麗。洪武二十一年（1388年）二月，王禑上表抗議，表示鐵嶺以北區域屬於高麗。同年四月，王禑想出兵攻打遼陽，於是召崔瑩與李成桂討論。崔瑩贊成，認為軍事行動不宜停止，應立即調集各道軍隊奇襲遼陽；李成桂反對，提出「四不可」之說（以小逆大、夏月發兵、倭乘其虛、大軍疾疫）。最後，王禑採納崔瑩的意見；同月，任命昌城府院君曹敏修爲左軍都統使、李成桂為右軍都統使，率領五萬人、馬兩萬匹出征。五月，曹敏修、李成桂渡鴨綠江，在江中島嶼威化島上屯兵，遇上江水氾濫；有士兵數百人溺死，軍心渙散。曹敏修、李成桂上奏，以行軍困難、糧餉供應不易為由請求撤退；王禑、崔瑩不聽，仍命令繼續進軍。
於是李成桂決定抗命，回京發動軍事政變；六月攻打開城、擊敗崔瑩，史稱威化島回軍。崔瑩被罷黜，群臣請求王禑將崔瑩之女寧妃崔氏也趕出宮；最後王禑退位，被流放江華島、後又南遷驪興郡，人稱「驪興王」。曹敏修以恭愍王後宮定妃安氏名義下旨，由王禑的兒子王昌繼承王位；曹敏修受封楊廣、全羅、慶尚、西海、交州道都統使，李成桂受封東北面、朔方、江陵道都統使。兩人還受賜「忠勤亮節宣威同德安社功臣」之號，不過李成桂因為這個名號犯高祖父名諱（安社）而推辭。不久，曹敏修因貪汙、反對革除私田而遭彈劾，被罷職回鄉。李穡取代其位成為門下侍中、李成桂仍為守門下侍中；不過此時李成桂也兼任「中外軍事都統」一職，集文武大權於一手:253。洪武二十二年（1389年）十一月，王禑派人送一把劍給判書郭忠輔，指使他暗殺李成桂，郭忠輔卻揭發此事。李成桂黨羽假借明太祖旨意，宣稱王禑父子假冒王氏、不是恭愍王親生，應當「廢假立真」:278；於是王禑被流放江陵、王昌被流放江華島，廢為庶人，父子兩人不久都被殺害。李成桂等人謁見定妃安氏，請求改立遠支宗室、恭愍王族弟定昌君王瑤為新王，是为高麗恭讓王。恭讓王即位後，尊定妃安氏為王大妃，並賞賜李成桂等九功臣，稱為「中興功臣」。其中，李成桂賜號「奮忠定難匡復燮理佐命功臣」，封爵「和寧郡開國忠義伯」；又賜食邑一千戶、實封三百戶，田二百結、奴婢二十口，其親屬也再度獲得封爵或蔭職。
恭讓王上位後不久，高麗大臣尹彝、李初逃到明朝散布謠言。他們宣稱，恭讓王是李成桂親戚而非高麗王族、李成桂則是權臣李仁任的兒子；李成桂、恭讓王即將進犯明朝，請求明朝討伐。不過，明太祖並沒有介入高麗內政。之後，因為威化島回軍的緣故，明太祖將鐵嶺衛遷移到瀋陽、開原。

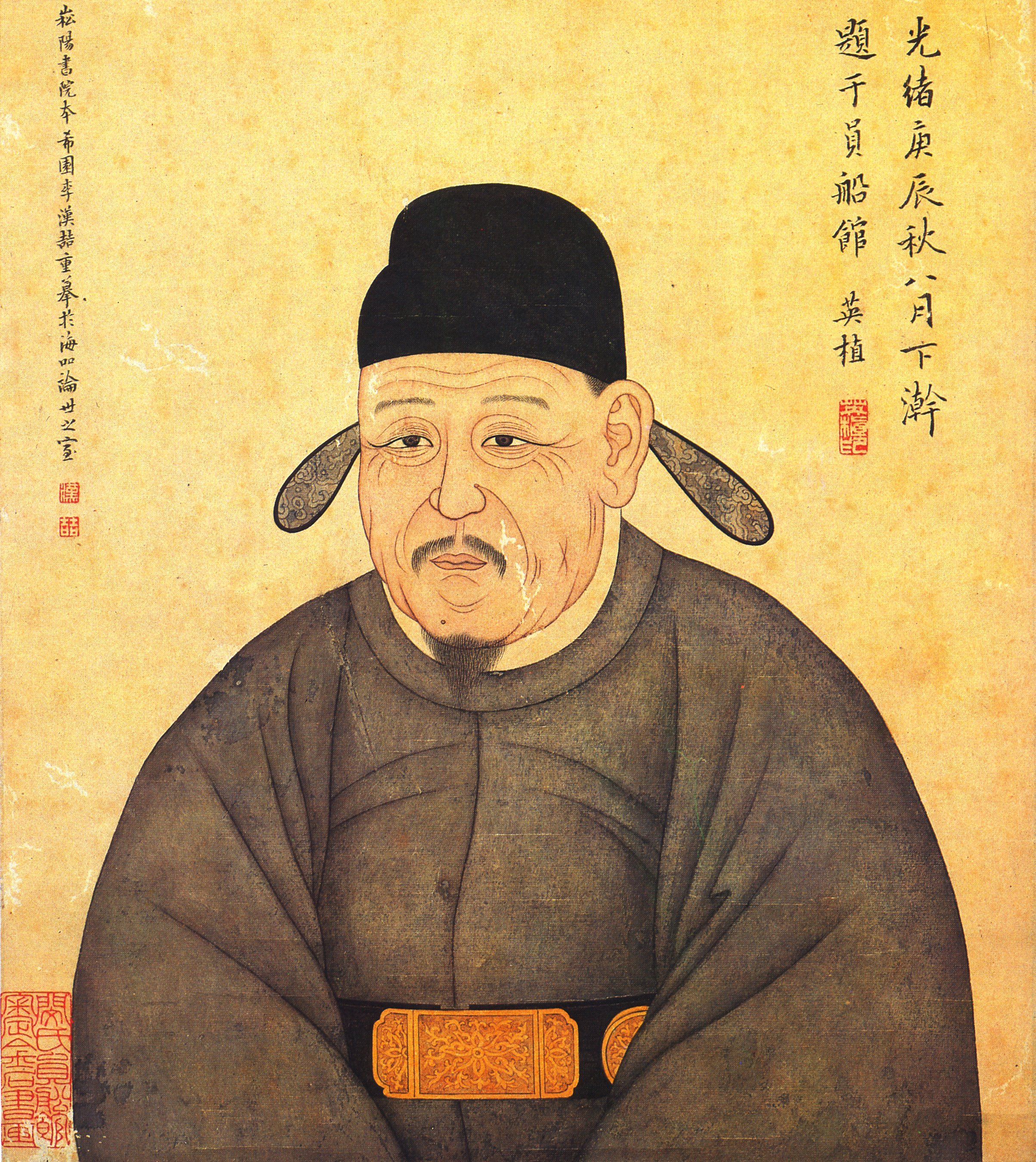
鄭夢周

李成桂掌權後為進一步提升威望，起用鄭道傳、趙浚等新進士大夫，主張田制改革論；並以這些士大夫為中心，組成都評議使司（議政府的前身）。而恭讓王在即位前就有大量田產，並不贊成改革。儘管恭讓王反對，在洪武二十三年（1390年）九月，公、私田籍資料檔案在大街上集中焚毀，一連燒了好幾天；恭讓王聞訊流淚，感嘆高麗祖制在自己統治期間就被廢除了。革除私田後，都評議使司開始在京畿道首先實施科田法。根據科田法，土地依官位高低分配，李成桂等當權官僚分得京畿附近的土地；全國其他土地連同舊權貴的農莊，則編入公田。這次土地改革瓦解了地方豪強、舊貴族的經濟基礎，也使得李成桂掌握了高麗的經濟實權:235-236。過程中，屬穩健改革派的李穡反對，遭以擅立異姓（指王禑父子）的理由流放:278。
為牽制李成桂，恭讓王在同年十一月任命忠於自己、同為九功臣之一的鄭夢周為守門下侍中（副相），並陸續驅逐一些李成桂的親信。洪武二十四年（1391年）九月二十三日，李成桂的元配韓氏病逝。在此同時，李成桂察覺恭讓王、鄭夢周對自己已有防備，有所動搖，考慮先帶家人回鄉避風頭；不過鄭道傳、南誾、趙仁沃等親信極力說服他留下。洪武二十五年（1392年）三月，出使明朝的高麗世子王奭即將返國；李成桂欲前去迎接，卻在途中於海州打獵時墜馬受傷，於是返家養病。鄭夢周趁機指使大臣彈劾李成桂黨羽，並準備之後將他們連同李成桂一起處死。李成桂第五子李芳遠當時還在為母守孝，得到消息後，便連同叔父李和、妹婿李濟密謀除掉鄭夢周，而李成桂姪女婿卞仲良卻讓消息泄漏出去。鄭夢周決定以探病為名，親自拜訪李成桂以窺探其動靜，李成桂對他還是一如往常；鄭夢周在回程途中，在善竹橋被李芳遠派的刺客殺害。李成桂得知鄭夢周死訊後，先是厲聲斥責李芳遠擅殺大臣、還要服藥自殺，李成桂之妻、李芳遠的繼母康氏也在旁邊，怒斥李成桂不可自亂陣腳。於是李成桂才指使大臣，向恭讓王稟告鄭夢周罪狀，迫使恭讓王將鄭夢周治罪；先前被流放的李成桂親信也都召回，安插在重要職位上:256。隨著剷除鄭夢周，李成桂消滅了篡位的最後一道障礙:236。

### 登基稱王

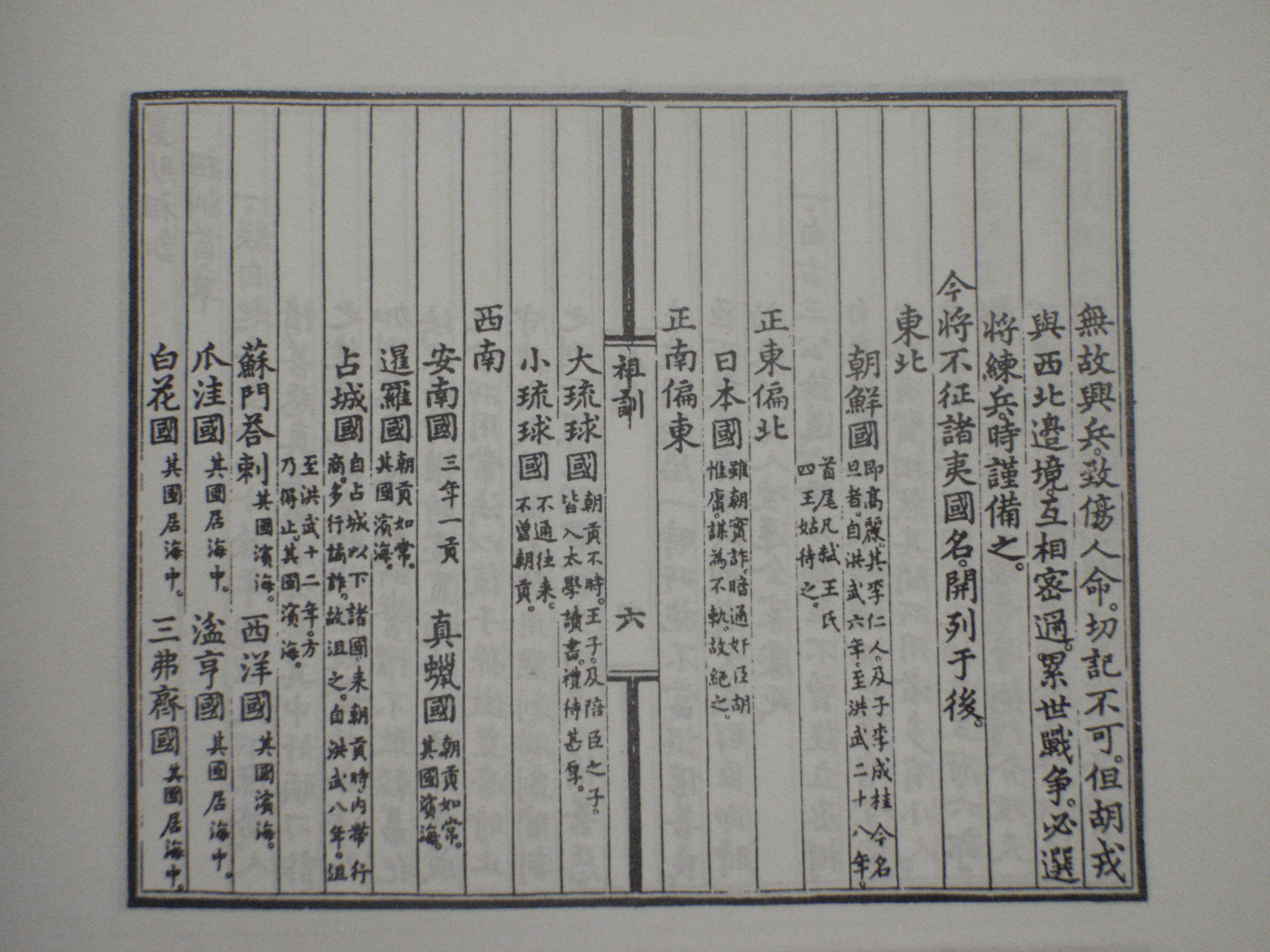
《皇明祖訓》：
「朝鮮國，即高麗。其李仁人（李仁任）及子李成桂今名旦者，自洪武六年至洪武二十八年，首尾凡弑王氏四王，姑待之。」

恭讓王四年（1392年）七月十二日，門下右侍中裴克廉等上奏，請求王大妃安氏廢黜恭讓王；安大妃被迫下廢位教旨，於是恭讓王被廢出宮，王妃盧氏、世子王奭及世子嬪李氏等親屬隨行。同月十七日，在裴克廉、趙浚、鄭道傳、南誾等親信的勸進下，時年五十八歲的李成桂在開城別宮壽昌宮即位，是為朝鮮太祖。至此，李成桂實現易姓革命，高麗滅亡:280。即位後，李成桂將已故的元配韓氏追贈為「節妃」，陵墓稱為齊陵；繼配康氏則成為王妃，徽號「顯妃」。
李成桂即位同年，派趙胖到明朝禮部上表，詆毀恭讓王父子昏庸無能、恭愍王妃安氏已命其退位，請求認可自己接管高麗國政。明太祖接到禮部上奏後，認為可能另有隱情、不能輕信；於是模稜兩可表示，此舉假如的確順應天道、可安定高麗人心並平息邊界紛爭，則是高麗之福。之後，李成桂自稱「高麗權知國事」，再派趙琳出使明朝。明太祖命禮部下旨，詢問高麗要改成什麼國號，並要求盡速回報；同時傳了一道口諭，批評高麗在恭愍王死後廢立不斷、又說不斷遣使其實是李成桂自己要求冊封為王。李成桂擬定兩個名稱，「朝鲜」（箕子所建古國名）、「和寧」（李成桂誕生地），派韓尚質送去讓明太祖裁決；最後在同年閏十二月九日，明太祖決定改高麗國號為朝鮮。國號更改後，李成桂在洪武二十六年（1393年）以「朝鮮國權知國事」名義上表謝恩，進獻土產、馬匹，同時繳納高麗恭愍王的金印；另外也請求准許自己改名為「李旦」（與唐睿宗姓名相同），獲准。李成桂改名後，命鄭道傳擬定新表字。鄭道傳解讀「旦」是「從日從一」，象徵日出；而「晉」字可引申為上升，所以定表字為「君晉」，並借詩經篇章《小雅·天保》中的一句「如日之升」，期許李成桂即位後，國運能像冉冉上升的太陽一樣傳承萬世。
之後，雖然明朝內部稱呼李成桂為「朝鮮國王李旦」，但是當朝鮮在洪武二十九年（1396年）派鄭摠請求冊封，並頒賜明朝誥命、金印時，明太祖卻不同意。明太祖命禮部發布咨文，責令必須維持現狀、若不願接受也不會挽留，即拒絕正式冊封其為朝鮮國王；同時指責奏章用詞輕薄無禮。因此李成桂在位期間，一直無法獲明朝冊封為朝鮮國王。此外，明太祖採用李成桂是李仁任之子的說法，編入《皇明祖訓》，更宣稱李仁任、李成桂父子接連弒殺四位高麗國王。由於明太祖命令皇明祖訓「一字不可改易」，此後兩百多年朝鮮一直不斷要求修正，一系列事件稱為宗系辨誣:95。

### 統治

#### 遷都漢城

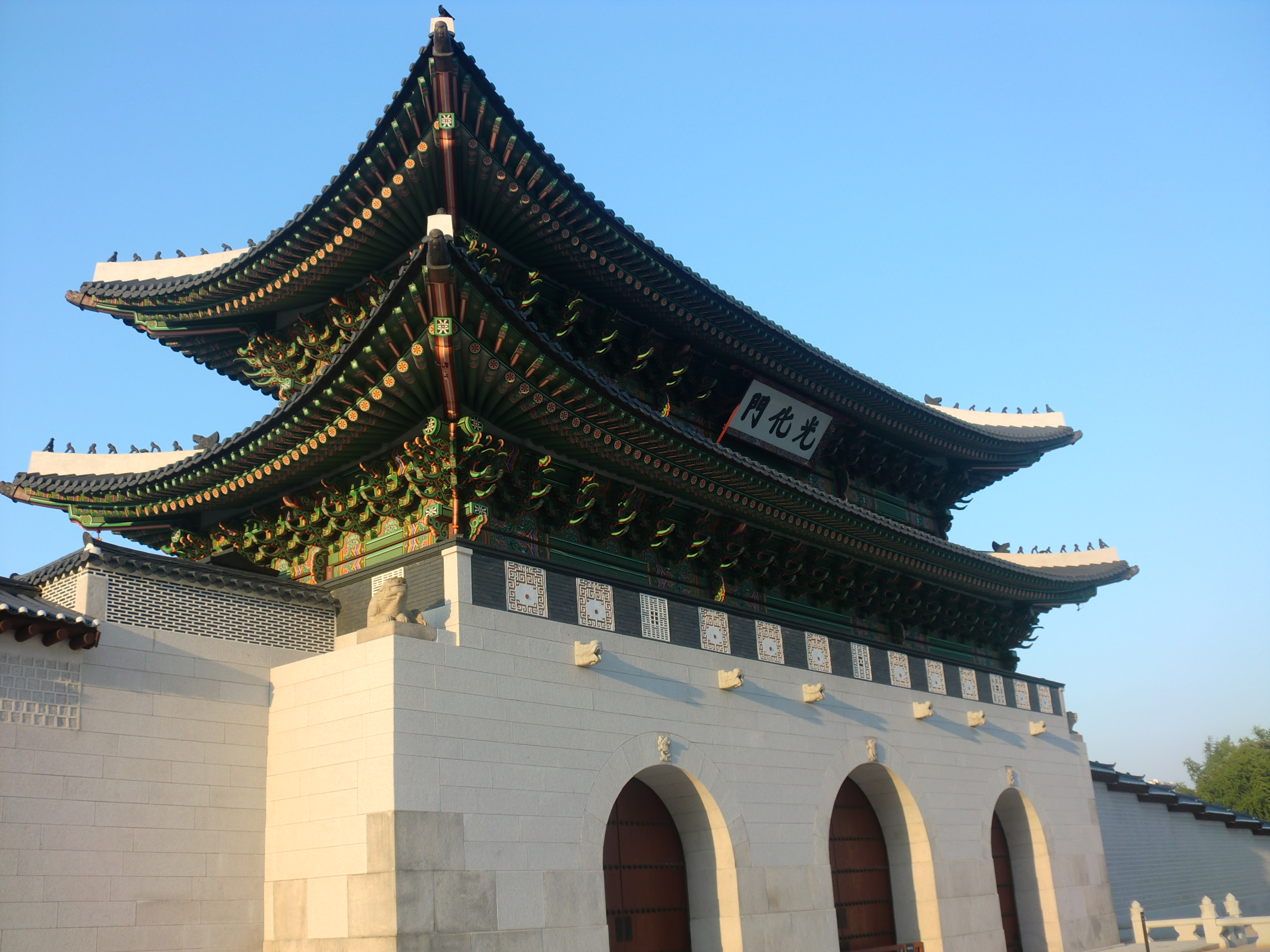
景福宮正門，光化門

李成桂即位之後最關心的首要之務，就是遷都。開城作為高麗首都，舊貴族勢力已根深蒂固，再加上當時的讖緯學也認為開城是下克上的不吉之地，因此遷都一事成為當務之急。他率領群臣四處物色新都地址，視察楊廣道（忠清道）公州的雞龍山、漢江以北的母岳山以及被稱為「南京」的漢陽等地。經大臣間不斷辯論後，最後決議以漢陽作為朝鮮新國都；於是新都城開始營建，興建宮殿（景福宮、昌德宮、昌慶宮等）、宗廟、社稷、官衙。洪武二十七年（1394年）十月二十五日，遷都漢陽:278；翌年，將所在行政區漢陽府改稱漢城府。
關於漢城的營建過程，有一則關於當時一位高僧無學大師的軼事。無學俗名朴自超，在高麗末年兩人就已頗有交情；即位為王後，李成桂找到無學，並就漢城應如何建造徵詢他的意見。無學依風水學角度，認為應讓城池向東，則左有北岳山（漢江以北）、右有南山（漢江以南）；鄭道傳不以為然，認為應按傳統的方向，即坐北朝南（城池向南），象徵帝王南面而治。無學表示，如果不採納他的做法，兩百年後就會後悔。結果到了後世果真發生了癸酉靖難、壬辰倭亂，於是有人附會讖緯預言，將戰禍歸咎於鄭道傳有不臣之心。

#### 內政措施
具儒學重農主義色彩的科田法在高麗末年就已存在，本質上是一種土地革命。作為一個新朝代的改革制度，科田法在朝鮮王朝初期繼續沿襲；依古代公有概念，由國家出面分配農地，並獎勵農業、開墾荒田與鼓勵人口成長。在京畿道的科田，是授予在職、退職官員的俸祿來源；京畿道田產也分為其他名目，例如「陵寢田」、「公廨田」等等，而授予功臣的「功臣田」則屬私田。科田在此時限定只能在京畿道，用意是要就近監督官員，並防止地方勢力坐大。不過朝鮮建立之初的太祖、定宗、太宗三朝，就出現了功臣田、科田濫發以及私田增多的亂象，到世宗一朝才加以遏制:277, 305-306。
高麗末年，佛教界日趨腐敗，僧侶斂財牟利、大肆擴建寺廟、法會的鋪張以致勞民傷財，以及僧徒免除徭役的特權等等，都招致社會對其普遍不滿，掀起一波又一波的斥佛論:98。另一方面，從元朝傳入的程朱理学逐漸為高麗儒者接受，其以政治道德強調君臣之義，對儒學異端尖銳排斥。這時士大夫對於佛教的看法分為兩派，李齊賢、李穡等人不反對佛教本身，而是反對寺院弊端、僧侶的不法行為；而鄭道傳等認為佛教滅倫害國，大力抨擊。李成桂即位前，所用儒臣多為斥佛的改革派，因此即位後實施崇儒抑佛的國策（實際上是「外儒內佛」:134）；度牒制開始實施，以管制僧侶人口、禁止寺院濫建。崇儒抑佛政策為後續朝鮮君主所繼承，不斷深化；而程朱理學不僅成為政治、學術上的指導思想，也逐漸滲透並支配普通民眾的日常生活。原本高麗的喪葬祭禮所用佛教儀式，到朝鮮時代移風易俗，逐漸由朱熹《家禮》的儒家禮法取代。在儒學地位不斷拔高下，佛教勢力開始萎縮:282, 341。而李成桂本人崇信佛教，對於交情匪淺的無學大師待以師禮，封為「王師」；之後又封天台宗僧人祖丘為國師。不過李成桂信佛見地不高，其動機主要以偏向祈福的成分居多。無學善看風水，因此拜他為王師的原始動機，並不是想更深入參禪；資助混修造《大藏經》安於瑞雲寺、重修演福寺、修海印寺古塔並安放經書等等，也都是為了求功德或為國祈福。

#### 事大交鄰

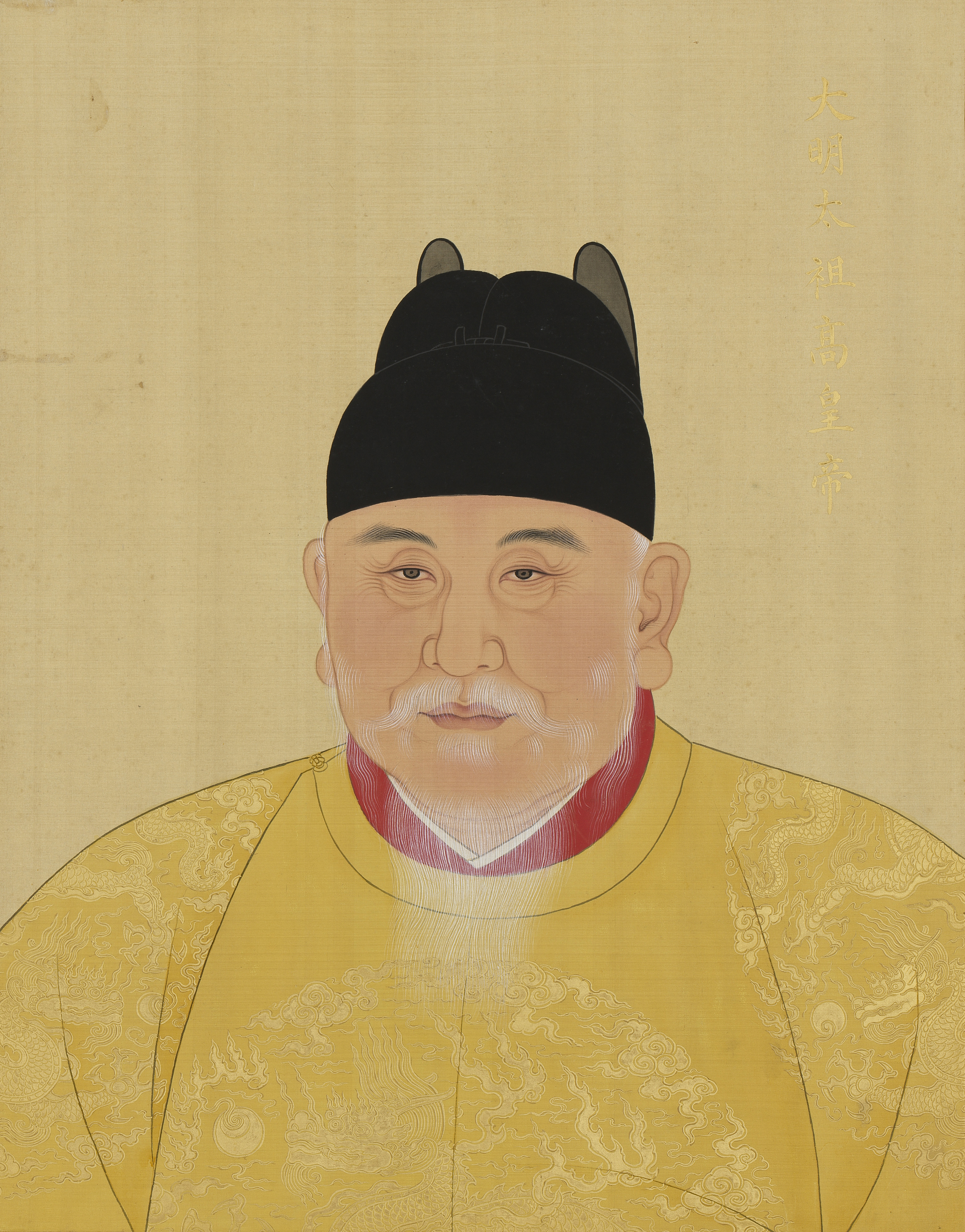
明太祖

李成桂建立朝鮮後的國際外交政策，可以概括為「事大交鄰」。事大，即奉明朝為大國，採取親明路線；交鄰，即對於和朝鮮接壤的女真族部落，以及日本、琉球国、中南半島諸國等其他外國政權，建立友好的外交關係。此後歷代朝鮮君主，都遵循事大交鄰的慣例:134。在即位之前，李成桂就主張、實行親明政策；建國之後也沒有改變，確立事大主義的國策。儘管「朝鮮國王」地位一直不被明太祖正式承認，為尋求保障、以及對內宣示其統治權威性，標榜「不許以小逆大」，對明朝展現朝貢服屬的姿態，維繫和平，並定期派遣使節、進獻貢品。明朝一改宋、元作法，與周邊國家行朝貢貿易，改由明朝自己授予外國國王的獨佔貿易權，具有政治與經濟性的意義:101。因此，這種朝貢僅是形式上的「謙讓之禮」，朝鮮在政治上仍維持獨立立場:311。
雖然李成桂極力維持恭順的姿態、以至於到「卑辭謹事」般低聲下氣的程度，明朝、朝鮮關係仍不穩定。洪武二十七年（1394年）明朝捕獲以胡德為首的五名朝鮮海盜，他們自稱是朝鮮官府派來劫掠、刺探消息的。明朝命令朝鮮捉拿胡德同黨，並要求派一個兒子親自押解相關人等去明朝。李成桂第五子李芳遠（後來的朝鮮太宗）接下挑戰，答應率領使團親自去應天府謁見明太祖。一開始，明太祖不相信李成桂真的會派親生兒子過來，但是在確認的確如此後，再三召見李芳遠然後依禮送還，周圍人都稱呼他是「朝鮮世子」。回程中李芳遠經過北平，與燕王朱棣（後來的明成祖）見面，得到相當禮遇，兩人相談甚歡；傳說中，李芳遠說朱棣不會再只當藩王太久、朱棣也說李芳遠有天人之相（後來兩人果然都透過政變，分別成為朝鮮國王、明朝皇帝，雙雙應驗）。這場李芳遠出使成功讓明太祖對朝鮮改觀，也為後來兩國關係改善做了鋪墊:62。
明朝、朝鮮兩國國界處，有本屬元朝管轄、後又臣服明朝的眾多女真部落；當時朝鮮蔑稱其為「野人」。明朝也曾為女真問題對朝鮮態度強硬，例如曾在洪武二十六年（1393年）令辽东都指挥使司封鎖邊境、拒絕朝鮮貢使，瀕臨斷交:62。明朝作了形式上的轄區劃分，但是並未能有效統治，女真部落形同無政府狀態，在明朝、朝鮮兩邊都是叛服無常。高麗末年，李成桂曾驅逐在咸鏡道的女真人；然而，以李之蘭為首的女真族後援勢力，也是李成桂軍事勢力的重要來源與基礎，以其為後盾，朝鮮王朝的建立才更為順利:132。即位後，李成桂對鴨綠江以南的女真聚落，採武力、懷柔兼施的政策。之後經過不斷開拓，到世宗一朝才得以實質控制圖們江以南；此後，鴨綠江、圖們江成為朝鮮王國的北界:312-313。同時期的日本是處在室町幕府時代，征夷大將軍足利義滿、足利義持將勢力擴展到九州。足利氏應允朝鮮要求，指揮日本西部的大、小豪族壓制倭寇；朝鮮也派出「回禮使」，處理遣返俘虜等事宜。而琉球國在朝鮮初期交往相當頻繁，每年都有「歲遣船」到朝鮮，進獻蘇木、胡椒、砂糖等等；朝鮮船隻也會去琉球進行貿易。太祖一朝，還有當時統稱「南蠻」的南方國家與朝鮮有來往，例如暹羅使船也曾送來土產蘇木、香料等土產:103。

#### 整肅王氏
李成桂即位之初，將大批高麗王族流放到巨濟島、江華島安置；不過之後又傳旨宣布自己受命於天、王氏也是自己的子民，改善恭讓王待遇、並將高麗王族放回半島各州縣，以展現新君即位的氣度。不久，金可行、朴仲質請人占卜關於恭讓王與高麗王族的命數，預測王氏家族將復興；事情曝光後，群臣紛紛請求誅殺高麗王族，以免前朝勢力復辟。洪武二十七年（1394年）四月，李成桂以占卜事件為理由，派中樞院副使鄭南晉到恭讓王的流放地三陟，將恭讓王和他的兩個兒子都絞死。同時，尹邦慶、孫興宗等朝鮮官僚招募擅長游泳的船夫，並告訴高麗王族們將在島上過平民生活，誘騙他們爭相上船；接著在海上航行途中把船鑿沉，大批王氏因此溺斃。高麗宗廟被拆毀，另建新廟；此後，高麗歷代君主、后妃、功臣的肖像草圖與鑄像，不是燒掉就是埋入地下。而高麗陵園在接下來幾百年內，遭周圍居民占用墓地，屢禁不止。有許多高麗王族為躲避殺身之禍，紛紛隱姓埋名，將「王」姓增加筆畫，改為玉、全、琴、申、田、車、馬、金、龍、乃等姓氏，流落民間。而李成桂也下令，命先前在高麗時期接受賜姓王的家族，恢復原有姓氏；而許多本非高麗王室後裔的王姓人，為免受波及也改從母姓。因此，目前朝鲜半岛的王姓人口僅約三萬人，成為稀有姓氏:134。

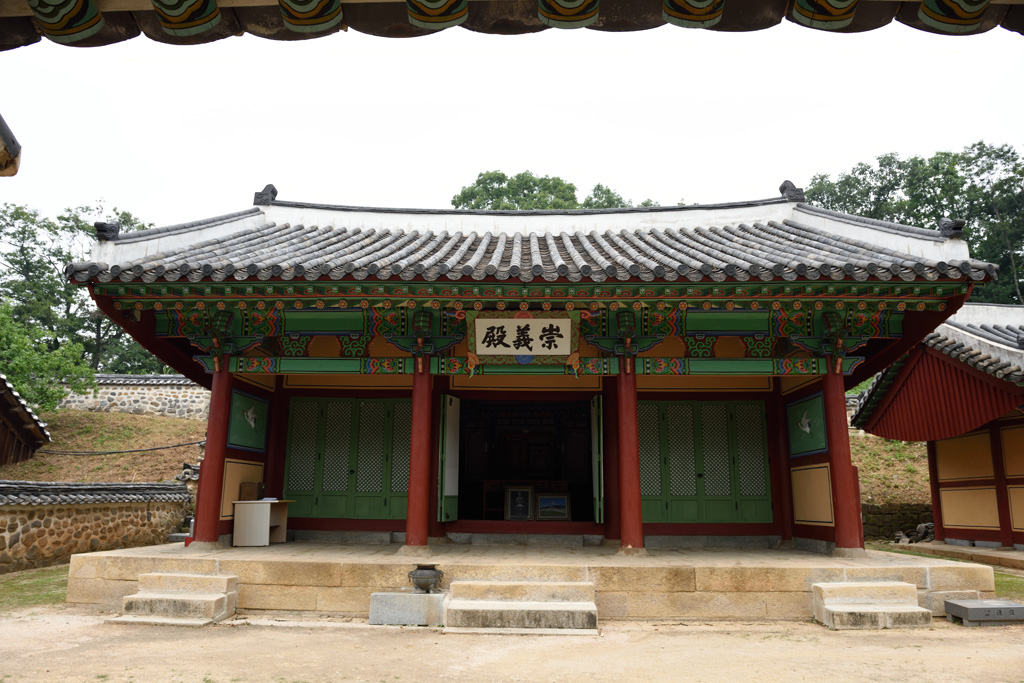
漣川崇義殿

在肅清王氏貴族勢力之際，仍有高麗王族受到優待。傳說在鑿船事件後，李成桂曾夢見開創高麗的國王——高麗太祖王建；著七章冕服的王建厲聲說道，他統一三韓有重大功業，警告要是消滅他的子孫，自己也很快會有報應。驚醒後，李成桂赦免了名單上剩下的高麗王族。其中，定妃安氏本來只是恭愍王後宮，由於李成桂一再借她的旨意廢立、最終得以篡位，在高麗時成為王大妃、朝鮮王朝建立後改封為「義和宮主」，享受各種禮遇；安氏在宣德三年（1428年）五月過世後，朝鮮參考獻穆皇后曹氏、煬愍皇后蕭氏先例，將安氏依高麗王妃禮節下葬。而為效法二王三恪、並懷柔高麗遺民，恭讓王的同母弟定陽府院君王瑀並不在流放之列，躲過殺身之禍，後獲封歸義君奉祀高麗王氏，在洪武三十年（1397年）過世。王瑀有一女嫁給李成桂第七子李芳蕃、還有一女嫁給李成桂的孫子李德根，而此後全州李氏（朝鮮王室）、開城王氏（高麗王室）兩朝王室後裔之間，互相通婚的紀錄也有上百例。流傳下來的開城王氏，以出自高麗太祖之子的孝隱太子派為主。
王瑀過世後，朝鮮在距離開城不遠處設立崇義殿，供奉四位高麗君主的牌位、配享十六位高麗功臣；並在此後超過四百年間，指派王氏子孫每年春、秋兩季舉行祭祀大典，成為高麗的實質性宗廟。朝鮮王朝滅亡後，崇義殿雖然在韓戰中遭受破壞，不過在1972年修復後，仍繼續每年春秋祭祀傳統至今。而由於崇義殿正好位在南北韓非軍事區南側範圍內，平常罕有遊客造訪，附近一帶甚至因而成為良好的生態旅遊區。

### 晚年

#### 王子之亂

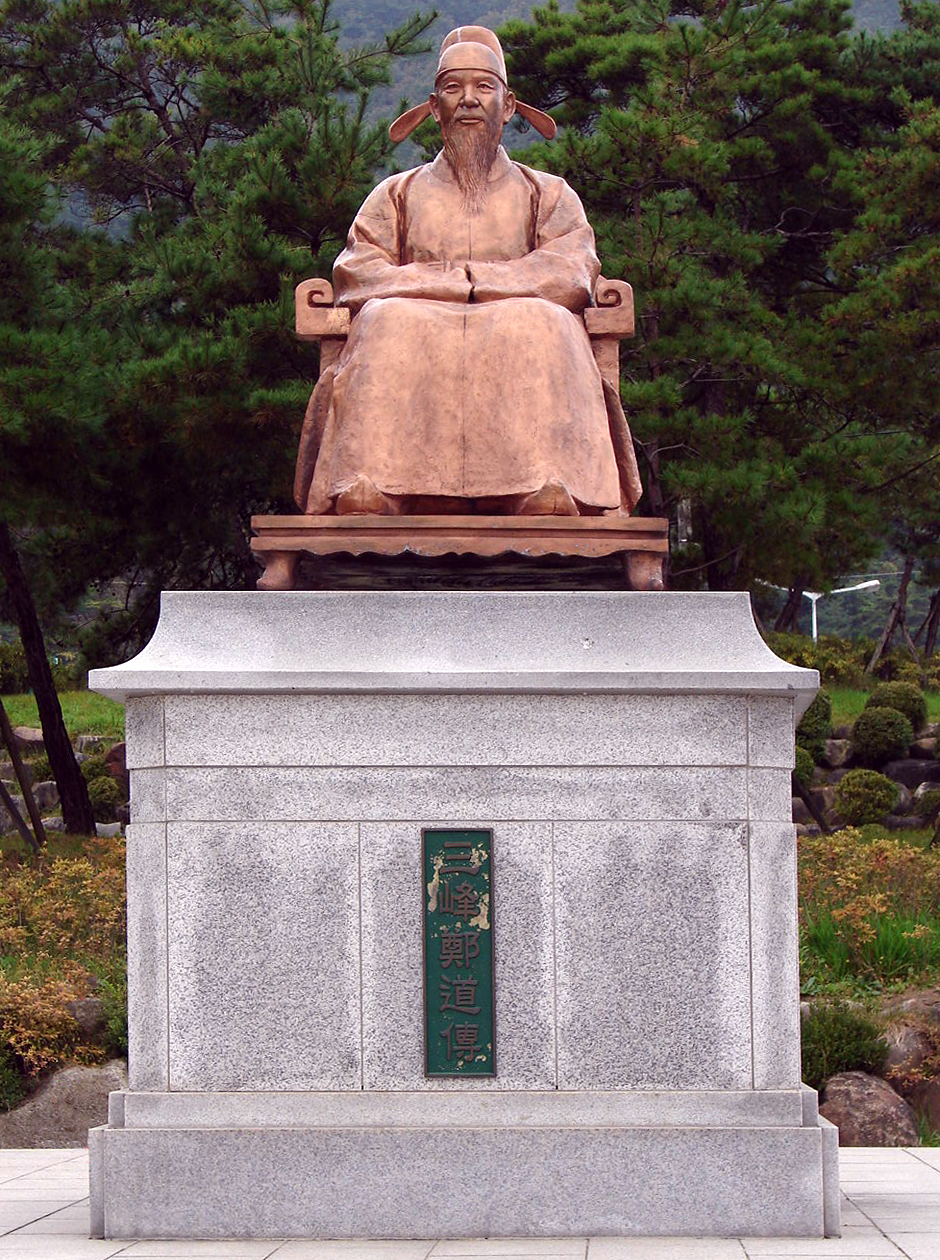
鄭道傳銅像

李成桂共有八個兒子，由他的兩任正妻所生。元配韓氏（神懿王后）早逝，生育前六子，依序為：長子鎭安君李芳雨、次子永安君李芳果、三子益安君李芳毅、四子懷安君李芳幹、五子靖安君李芳遠、六子李芳衍；繼配顯妃康氏（神德王后）是朝鮮王朝第一位生前在位的王妃，生育後兩子：七子撫安君李芳蕃、八子李芳碩。其中，長子李芳雨反對父親篡權，而率家人回咸興隱居、不問政事，李成桂也沒有為難他；三子李芳毅生性淳厚謹慎、一向低調，不關心政治；六子李芳衍早逝，沒有封爵。李成桂寵愛康氏，並向大臣說她在即位前後都有功勞；康氏自己也干涉王位繼承，施壓李成桂立她的兒子為王儲。李成桂召大臣討論立儲問題，裴克廉、趙浚、鄭道傳等功臣們建議立功勞大者為世子。因為康氏的關係，李成桂不立韓氏的兒子們，而考慮立康氏的長子李芳蕃；功臣們認為李芳蕃輕浮不肖，請求立康氏次子李芳碩。於是，李芳碩在洪武二十五年（1392年）八月二十日成為王世子。立世子後，鄭道傳官拜世子貳師，負責教導李芳碩。為了鞏固李芳碩的地位，鄭道傳建議解除諸王子兵權，並效法明朝皇子分封各地，不過李成桂沒有聽從。洪武二十九年（1396年）八月，顯妃康氏病故，享年四十一歲；李成桂相當悲傷，輟朝十日，追諡康氏為神德王后。李成桂將愛妻就近埋葬，將陵墓建在漢城內、距離王宮西南僅幾里外處（據稱在今德壽宮附近），稱為貞陵；還在貞陵以東建立「金彩炳燿」的興天寺，為康氏求冥福。然而對於兩任亡妻，李成桂厚此薄彼，當時埋葬元配韓氏的齊陵，連守陵官員、祭器都沒有。
洪武二十八年（1395年）十二月，明太祖一再拒絕冊封李成桂、指責奏章無禮之餘，認為鄭道傳未盡監督奏章用詞的責任，命令朝鮮派他去明朝親自解釋；李成桂藉口鄭道傳生病，不讓他去，結果兩國關係因而惡化。洪武三十一年（1398年）四月，明太祖仍窮追不捨，說李成桂身邊都是奸佞小人，揚言再不交出鄭道傳就要討伐朝鮮。於是，在鄭道傳與南誾主導下，朝鮮加強軍事演習，作為出兵遼陽的準備；同年八月李成桂生病，李芳蕃以外王子的兵權，都以訓練不力為由遭到解除。據說鄭道傳打算對外宣布李成桂病危，以傳旨召韓氏諸子進宮後剷除他們。韓氏所生第五子李芳遠有建國功勳，不滿父親廢長立幼，從叔叔義安君李和那裡聽到風聲後，決定發動政變。同月二十六日，李芳遠率領親信舉事，將支持世子一派的鄭道傳、南誾、沈孝生、李懃等重臣一一殺掉。當時有人建議立李芳遠為世子，李芳遠推辭，表示二哥李芳果更有資格成為王儲；於是李芳遠指使大臣上疏，宣稱鄭道傳等人謀反，已經平定，並請求廢黜李芳碩世子之位、立永安君李芳果為新世子。李成桂聽大臣念完上疏後，沉默許久後不得不答應；他在大臣擬好的教旨簽下花押後，癱軟在病榻上乾嘔。接著，神德王后的兩個兒子李芳蕃、李芳碩以及女婿李濟相繼被殺。這場政變，史稱第一次王子之乱（戊寅靖社）:136。洪武三十一年（1398年）九月五日，李成桂傳位於李芳果，被尊為太上王；李芳果改名李曔，是為朝鮮定宗。
第一次王子之亂後人心惶惶、再加上漢城的首都機能尚未完善，定宗在建文元年（1399年）還都開城:278。李成桂作為太上王，不得不離開漢城隨行；經過貞陵時，他說遷都漢城本來是他和國人討論出來的決定，說完便不捨地哭著離開。定宗的兩個同母弟，四弟懷安公李芳幹、五弟靖安公李芳遠，都是有力的王位繼承人選；翌年正月二十八日，李芳幹在朴苞挑撥下，率私兵攻打李芳遠。結果，李芳遠反而擊敗兄長並將他流放、朴苞被殺，史稱第二次王子之乱。經過兩次王子之亂，定宗革除私兵，並在同年二月四日將李芳遠立為「王世子」:136。同年六月，定宗為太上王建太上宮府，稱為「德壽宮」、府號「承寧府」，設置官屬負責管理。同年十月，李成桂在楊州神巖寺為橫死的李芳碩、李濟舉行盛大的法會，媳婦德妃金氏、貞嬪閔氏（元敬王后）也去觀禮；結果主持法事的僧人暴死，李成桂相當不高興，只得還宮，之後逕自前往新都（漢城）在貞陵設法席、做佛事。建文二年（1400年）十一月十三日，定宗內禪、王世子李芳遠即位，是為朝鮮太宗；他派大臣告知李成桂；得到冷淡回應：「做了不是，不做也不是；既然已經禪位，又還有什麼好說的！」同日回到開城。此後，李成桂鬱鬱寡歡，並無預警離開開城去逍遙山長住，為排遣情緒，越來越常到處出遊；後來他請無學受戒，皈依佛門。由於兩個兒子李芳蕃、李芳碩死於非命，李成桂對太宗的厭惡與日俱增。

#### 出奔咸興

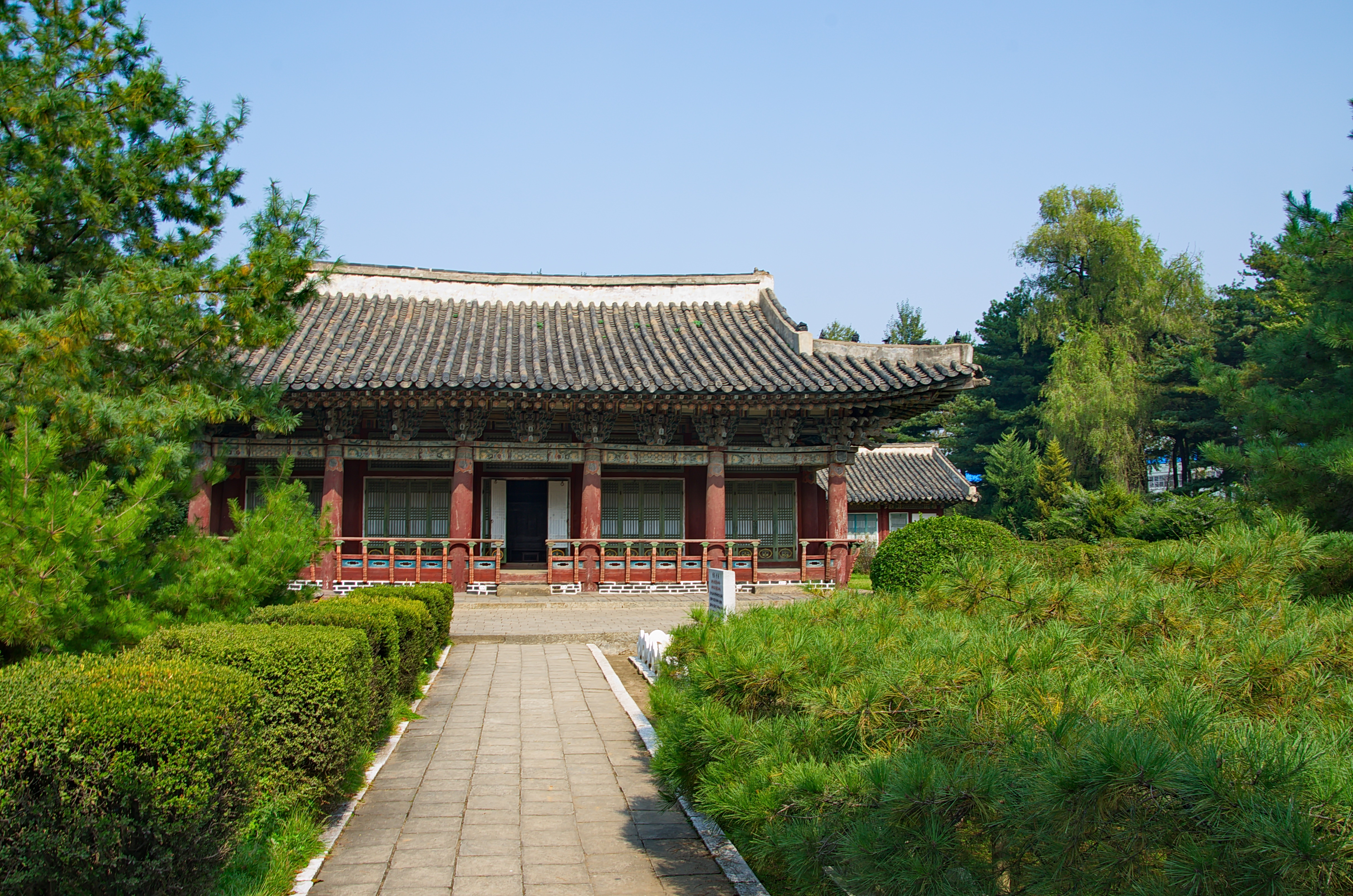
咸興本宮，李成桂故居

太宗即位後，獲得明朝正式冊封為朝鮮國王。明成祖派使節前往詔諭朝鮮，後又下賜太宗袞冕九章、王妃冠袍以及給李成桂的織錦緞、紗羅等物。李成桂當時在楊州的檜巖寺，明朝使節溫全、楊寧於是前往拜謁，並一起去江原道遊覽冬季的金剛山。等溫全等人離開後，李成桂就出奔東北面，經金化縣、鐵嶺一路北逃；最後在永樂元年（1402年）十一月九日抵達老家咸州（咸興）。神德王后康氏的親戚、安邊府使趙思義舉兵響應李成桂，要為康氏報仇。朴淳、宋琉前往咸興勸阻、試圖阻止事態擴大，相繼遭叛軍殺害；金玉謙則得以冒死逃脫，趕回開城通報事變。太宗一連幾次派「問安使」去咸興，結果李成桂都以弓箭射殺，無一生還，成為朝鮮史上的一個著名典故「咸興差使」（形容被派去做極度凶險、有去無回的任務）。同月二十一日，太宗御駕親征，叛軍不久後潰散，因而平定亂事。李成桂在無學大師勸諫下最終離開咸興，不過並沒有馬上回京；他在逍遙山、豐壤等地逗留，之後才動身離開。十二月八日，李成桂一行抵達豐海道（黃海道）金郊驛；太宗前往當地，命人設帳殿作為正式會面的地點。河崙等大臣說太上王還沒息怒，於是太宗挑了粗大的木料來做帳殿的樑柱。李成桂在帳殿裡，看到身著冕服的兒子進來後發怒，突然拉滿弓要射殺太宗；太宗嚇得躲到柱子後面，箭射中梁柱。李成桂怒色緩解，笑著說：「天也！」並交出玉璽。之後還有祝壽宴，大臣再勸太宗不可以親自奉上壽酒給父親，於是改派宦官去敬酒；李成桂喝完酒後發笑，從袖子裡掏出一柄鐵如意，又說：「莫非天也？」
這場由李成桂出奔咸興引發的事變，稱為趙思義之亂；以趙思義為首協助的十多位參與者遭處決。太宗還一度將事變發生的所在行政區（永興大都護府、安邊都護府）降級做為懲戒，不過很快又撤銷處分。

#### 漢城終老
趙思義之亂後，李成桂仍為太上王，不再過問政治。太宗四年（1404年），太宗還都漢城；太上王也回到漢城，表示還都是徵詢多處國人意見後所為，是一件孝行。次年，無學大師圓寂，李成桂下令將無學安葬在已預先建好的檜巖寺佛塔。在神德王后過世後，有兩名女子（元庠之女、柳濬之女）被選入宮服侍李成桂。其中元氏頗受寵愛，在太宗六年（1406年）受封為誠妃元氏，李成桂聞訊喜形於色；柳氏則受封貞慶宮主。
太宗八年（1408年）正月十九日，李成桂中風，此後一直沒有恢復健康；同年五月二十四日，在昌德宮廣延樓下別殿養病。清晨宵禁解除之際，李成桂為去痰服用蘇合香丸後，陷入彌留；太宗聞訊趕來送上牛黃清心丸，但是李成桂已經不能服藥，抬眼看了兩次後隨即升遐。共計在位七年、成為太上王十年，享壽七十四歲。

## 身後

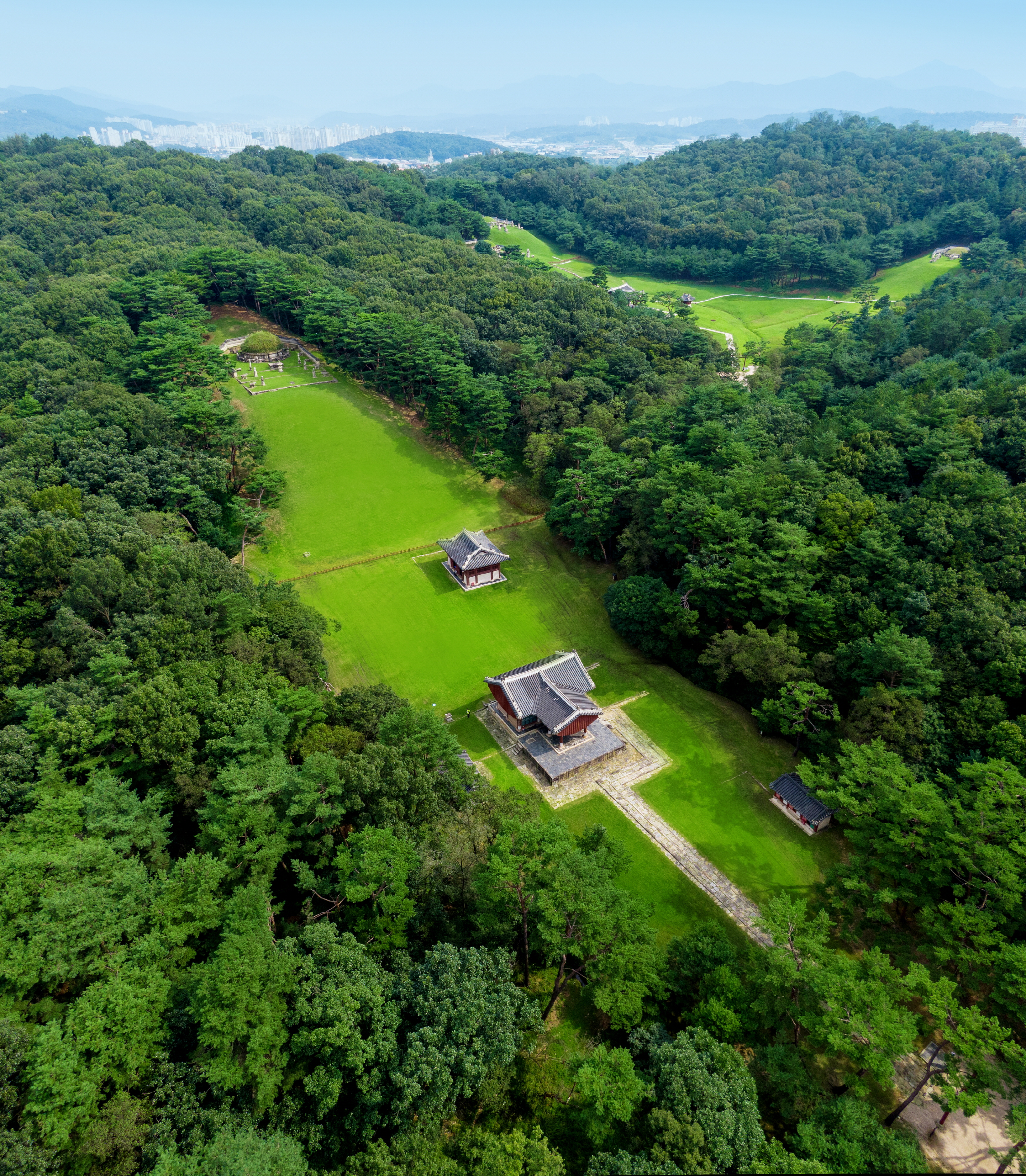
健元陵，朝鮮太祖陵寢

李成桂薨逝後，喪禮依《朱子家禮》舉行，由嫡長孫奉寧君李福根（鎮安大君長子）擔任喪主。依之前高麗恭愍王的先例，明朝賜諡號康獻王，以後朝鮮國王遣使請諡成為慣例。朝鮮上廟號「太祖」，諡「至仁啓運聖文神武大王」；合稱太祖康獻至仁啓運聖文神武大王。太宗八年（1408年）九月九日，李成桂單獨下葬在距漢城二十餘里、位在楊州儉巖山下的健元陵，現屬九里東九陵的朝鮮王陵之一。太宗十年（1410年），太祖、神懿王后祔廟（入祀宗廟）；太祖配享功臣原為四人、世宗時增至共七人，分別為：平壤府院君趙浚、漢山君趙仁沃、義安大君李和（太祖之弟）、青海伯李之蘭、宜寧府院君南在、興安君李濟（太祖駙馬）、宜城君南誾。而李成桂死後，太宗認為神德王后並非其正妻，藉口陵墓不可以在都城，在太宗九年（1409年）將貞陵遷出漢城，停止一切禮遇。貞陵荒廢了一百多年不為人所知，直到萬曆九年（1581年）後才被重新找到；為神德王后蓋的興天寺（貞陵寺），後來被徵用為公廨，周圍居民偷竊寺中經書、寶物不止，最後貞陵寺在正德五年（1510年）被儒生縱火焚毀。康熙八年（1669年），神德王后恢復太祖繼室地位並祔廟。
朝鮮歷代國王文集《列聖御製》收錄李成桂所寫文章六篇、詩作五篇；《列聖御筆》也收藏一份太祖御筆拓本，出自他寫給女兒的繼承文件淑愼翁主家屋許與文記。李成桂成為太上王時已經六十多歲，而小女兒「旀致」（淑愼翁主）年紀還很小，於是在建文三年（1401年）用吏讀寫下這份稱為「許與文記」的繼承文件。該文件中所贈與的並非當時常見的奴婢或田地，而是一間宅邸，並規劃其具體格局；土地從已故高麗官員許錦的家族買來，讓翁主以及她的子孫可以居住在此。淑愼翁主後下嫁高麗恭元王后（明德太后）的姪孫唐城尉洪海，這份許與文記也由洪氏子孫代代相傳。後來到乾隆十一年（1746年），淑愼翁主的十代孫洪天普因家道中落，擔心無法妥善保存太祖御筆，於是將淑愼翁主家屋許與文記進獻給當時的朝鮮國王英祖。英祖收到後相當高興，賜予洪天普官爵並為御筆建立拓本，拓本收錄進《列聖御筆》並下賜多個地方；原件流傳至今，列為韓國國寶第515號。李成桂在咸鏡道咸興的故居，後來改建為咸興本宮，供奉太祖夫婦以及其四代先祖的牌位，其正殿收藏李成桂生前所用冠服、弓箭、櫜鞬（武器袋）等遺物；朝鮮民主主義人民共和國成立後，列為國寶第107號。
朝鮮太祖的諡號由於歷代君主加尊號、改諡而增長，到高宗九年（1872年），全諡為「康獻至仁啓運應天肇統廣勳永命聖文神武正義光德大王」。1897年大韓帝國建立後，李成桂作為王朝始祖也被追尊為皇帝。光武三年（1899年），高宗將明朝諡號「康獻」去除、追尊李成桂為高皇帝，改諡為「至仁啓運應天肇統廣勳永命聖文神武正義光德高皇帝」。

## 家庭
| \| \| \| \| \| \| \| \| \| \| \| \| \| \| \| \| \| \| \| \| 高祖父：李安社 \| \| \| \| \| \| \| \| \| \| \| \| \| \| \| \| \| \| \| \| \| \| \| \| \| \| \| \| \| \| \| \| \| \| \| \| \| \| \| \| \| \| \| \| \| \| \| \| \| \| \| \| \| \| 曾祖父：李行里 \| \| \| \| \| \| \| \| \| \| \| \| \| \| \| \| \| \| \| \| \| \| \| \| \| \| \| \| \| \| \| \| \| \| \| \| \| \| \| \| \| \| \| \| \| \| \| \| \| \| \| \| \| \| 高祖母：平昌李氏 \| \| \| \| \| \| \| \| \| \| \| \| \| \| \| \| \| \| \| \| \| \| \| \| \| \| \| \| \| \| \| \| \| \| \| \| \| \| \| \| \| \| \| \| \| \| \| \| \| \| \| \| \| \| 祖父：李椿 \| \| \| \| \| \| \| \| \| \| \| \| \| \| \| \| \| \| \| \| \| \| \| \| \| \| \| \| \| \| \| \| \| \| \| \| \| \| \| \| \| \| \| \| \| \| \| \| \| \| \| \| \| \| 外高祖父：崔基烈 \| \| \| \| \| \| \| \| \| \| \| \| \| \| \| \| \| \| \| \| \| \| \| \| \| \| \| \| \| \| \| \| \| \| \| \| \| \| \| \| \| \| \| \| \| \| \| \| \| \| \| \| \| \| 曾祖母：登州崔氏 \| \| \| \| \| \| \| \| \| \| \| \| \| \| \| \| \| \| \| \| \| \| \| \| \| \| \| \| \| \| \| \| \| \| \| \| \| \| \| \| \| \| \| \| \| \| \| \| \| \| \| \| \| \| 父：李子春 \| \| \| \| \| \| \| \| \| \| \| \| \| \| \| \| \| \| \| \| \| \| \| \| \| \| \| \| \| \| \| \| \| \| \| \| \| \| \| \| \| \| \| \| \| \| \| \| \| \| \| \| \| \| 外高祖父：朴通 \| \| \| \| \| \| \| \| \| \| \| \| \| \| \| \| \| \| \| \| \| \| \| \| \| \| \| \| \| \| \| \| \| \| \| \| \| \| \| \| \| \| \| \| \| \| \| \| \| \| \| \| \| \| 外曾祖父：朴光 \| \| \| \| \| \| \| \| \| \| \| \| \| \| \| \| \| \| \| \| \| \| \| \| \| \| \| \| \| \| \| \| \| \| \| \| \| \| \| \| \| \| \| \| \| \| \| \| \| \| \| \| \| \| 祖母：文州朴氏 \| \| \| \| \| \| \| \| \| \| \| \| \| \| \| \| \| \| \| \| \| \| \| \| \| \| \| \| \| \| \| \| \| \| \| \| \| \| \| \| \| \| \| \| \| \| \| \| \| \| \| \| \| \| 朝鮮太祖 （1335—1408） \| \| \| \| \| \| \| \| \| \| \| \| \| \| \| \| \| \| \| \| \| \| \| \| \| \| \| \| \| \| \| \| \| \| \| \| \| \| \| \| \| \| \| \| \| \| \| \| \| \| \| \| \| \| 外高祖父：崔天甫 \| \| \| \| \| \| \| \| \| \| \| \| \| \| \| \| \| \| \| \| \| \| \| \| \| \| \| \| \| \| \| \| \| \| \| \| \| \| \| \| \| \| \| \| \| \| \| \| \| \| \| \| \| \| 外曾祖父：崔終大 \| \| \| \| \| \| \| \| \| \| \| \| \| \| \| \| \| \| \| \| \| \| \| \| \| \| \| \| \| \| \| \| \| \| \| \| \| \| \| \| \| \| \| \| \| \| \| \| \| \| \| \| \| \| 外高祖母：金氏 \| \| \| \| \| \| \| \| \| \| \| \| \| \| \| \| \| \| \| \| \| \| \| \| \| \| \| \| \| \| \| \| \| \| \| \| \| \| \| \| \| \| \| \| \| \| \| \| \| \| \| \| \| \| 外祖父：崔閑奇 \| \| \| \| \| \| \| \| \| \| \| \| \| \| \| \| \| \| \| \| \| \| \| \| \| \| \| \| \| \| \| \| \| \| \| \| \| \| \| \| \| \| \| \| \| \| \| \| \| \| \| \| \| \| 外曾祖母：金氏 \| \| \| \| \| \| \| \| \| \| \| \| \| \| \| \| \| \| \| \| \| \| \| \| \| \| \| \| \| \| \| \| \| \| \| \| \| \| \| \| \| \| \| \| \| \| \| \| \| \| \| \| \| \| 母：永興崔氏 \| \| \| \| \| \| \| \| \| \| \| \| \| \| \| \| \| \| \| \| \| \| \| \| \| \| \| \| \| \| \| \| \| \| \| \| \| \| \| \| \| \| \| \| \| \| \| \| \| \| \| \| \| \| 外祖母：李氏 \| \| \| \| \| \| \| \| \| \| \| \| \| \| \| \| \| \| \| \| \| \| \| \| \| \| \| \| \| \| \| \| \| \| \| \| \| \| \| \| \| \| \| \| \| \| \| \| \| \| \| \| |                        |  |  |  |  |  |  |  |  |  |  |  |  |  |  |  |
| |                        |  |  |  |  |  |  |  |  |  |  |  |  |  |  |  |
| | 高祖父：李安社         |  |  |  |  |  |  |  |  |  |  |  |  |  |  |  |
| |                        |  |  |  |  |  |  |  |  |  |  |  |  |  |  |  |
| |                        |  |  |  |  |  |  |  |  |  |  |  |  |  |  |  |
| | 曾祖父：李行里         |  |  |  |  |  |  |  |  |  |  |  |  |  |  |  |
| |                        |  |  |  |  |  |  |  |  |  |  |  |  |  |  |  |
| |                        |  |  |  |  |  |  |  |  |  |  |  |  |  |  |  |
| | 高祖母：平昌李氏       |  |  |  |  |  |  |  |  |  |  |  |  |  |  |  |
| |                        |  |  |  |  |  |  |  |  |  |  |  |  |  |  |  |
| |                        |  |  |  |  |  |  |  |  |  |  |  |  |  |  |  |
| | 祖父：李椿             |  |  |  |  |  |  |  |  |  |  |  |  |  |  |  |
| |                        |  |  |  |  |  |  |  |  |  |  |  |  |  |  |  |
| |                        |  |  |  |  |  |  |  |  |  |  |  |  |  |  |  |
| | 外高祖父：崔基烈       |  |  |  |  |  |  |  |  |  |  |  |  |  |  |  |
| |                        |  |  |  |  |  |  |  |  |  |  |  |  |  |  |  |
| |                        |  |  |  |  |  |  |  |  |  |  |  |  |  |  |  |
| | 曾祖母：登州崔氏       |  |  |  |  |  |  |  |  |  |  |  |  |  |  |  |
| |                        |  |  |  |  |  |  |  |  |  |  |  |  |  |  |  |
| |                        |  |  |  |  |  |  |  |  |  |  |  |  |  |  |  |
| | 父：李子春             |  |  |  |  |  |  |  |  |  |  |  |  |  |  |  |
| |                        |  |  |  |  |  |  |  |  |  |  |  |  |  |  |  |
| |                        |  |  |  |  |  |  |  |  |  |  |  |  |  |  |  |
| | 外高祖父：朴通         |  |  |  |  |  |  |  |  |  |  |  |  |  |  |  |
| |                        |  |  |  |  |  |  |  |  |  |  |  |  |  |  |  |
| |                        |  |  |  |  |  |  |  |  |  |  |  |  |  |  |  |
| | 外曾祖父：朴光         |  |  |  |  |  |  |  |  |  |  |  |  |  |  |  |
| |                        |  |  |  |  |  |  |  |  |  |  |  |  |  |  |  |
| |                        |  |  |  |  |  |  |  |  |  |  |  |  |  |  |  |
| | 祖母：文州朴氏         |  |  |  |  |  |  |  |  |  |  |  |  |  |  |  |
| |                        |  |  |  |  |  |  |  |  |  |  |  |  |  |  |  |
| |                        |  |  |  |  |  |  |  |  |  |  |  |  |  |  |  |
| | 朝鮮太祖 （1335—1408） |  |  |  |  |  |  |  |  |  |  |  |  |  |  |  |
| |                        |  |  |  |  |  |  |  |  |  |  |  |  |  |  |  |
| |                        |  |  |  |  |  |  |  |  |  |  |  |  |  |  |  |
| | 外高祖父：崔天甫       |  |  |  |  |  |  |  |  |  |  |  |  |  |  |  |
| |                        |  |  |  |  |  |  |  |  |  |  |  |  |  |  |  |
| |                        |  |  |  |  |  |  |  |  |  |  |  |  |  |  |  |
| | 外曾祖父：崔終大       |  |  |  |  |  |  |  |  |  |  |  |  |  |  |  |
| |                        |  |  |  |  |  |  |  |  |  |  |  |  |  |  |  |
| |                        |  |  |  |  |  |  |  |  |  |  |  |  |  |  |  |
| | 外高祖母：金氏         |  |  |  |  |  |  |  |  |  |  |  |  |  |  |  |
| |                        |  |  |  |  |  |  |  |  |  |  |  |  |  |  |  |
| |                        |  |  |  |  |  |  |  |  |  |  |  |  |  |  |  |
| | 外祖父：崔閑奇         |  |  |  |  |  |  |  |  |  |  |  |  |  |  |  |
| |                        |  |  |  |  |  |  |  |  |  |  |  |  |  |  |  |
| |                        |  |  |  |  |  |  |  |  |  |  |  |  |  |  |  |
| | 外曾祖母：金氏         |  |  |  |  |  |  |  |  |  |  |  |  |  |  |  |
| |                        |  |  |  |  |  |  |  |  |  |  |  |  |  |  |  |
| |                        |  |  |  |  |  |  |  |  |  |  |  |  |  |  |  |
| | 母：永興崔氏           |  |  |  |  |  |  |  |  |  |  |  |  |  |  |  |
| |                        |  |  |  |  |  |  |  |  |  |  |  |  |  |  |  |
| |                        |  |  |  |  |  |  |  |  |  |  |  |  |  |  |  |
| | 外祖母：李氏           |  |  |  |  |  |  |  |  |  |  |  |  |  |  |  |
| |                        |  |  |  |  |  |  |  |  |  |  |  |  |  |  |  |
| |                        |  |  |  |  |  |  |  |  |  |  |  |  |  |  |  |

### 王后
| 稱號         | 生卒年         | 本貫                  | 父母                                | 備註                                                         |
| ------------ | -------------- | --------------------- | ----------------------------------- | ------------------------------------------------------------ |
| 神懿王后韓氏 | 1337年－1391年 | 安邊韓氏 （清州韓氏） | 安川府院君韓卿 三韓國大夫人朔寧申氏 | 朝鮮王朝建立後，初諡「節妃」。葬開城齊陵。                   |
| 神德王后康氏 | 1356年－1396年 | 谷山康氏              | 象山府院君康允成 晉山府夫人晉州姜氏 | 朝鮮王朝建立後封為「顯妃」。太祖六年八月十三日升遐，葬貞陵。 |

### 後宮
| 稱號         | 本貫     | 生年 | 卒年 | 父母          | 備註                                             | 參考            |
| ------------ | -------- | ---- | ---- | ------------- | ------------------------------------------------ | --------------- |
| 誠妃元氏     | 原州元氏 |      | 1450 | 元庠 密陽孫氏 | 太宗六年（1406年）受封。                         | [ 184 ]         |
| 貞慶宮主柳氏 | 高興柳氏 |      |      | 柳濬          | 太宗六年（1406年）受封。                         |                 |
| 和義翁主金氏 |          |      | 1428 |               | 入宮前為金海妓生七點仙，太祖六年（1398年）受封。 | [ 185 ] [ 186 ] |
| 贊德周氏     |          |      |      |               | 奉太祖之命撫養宜寧翁主之子李宣。                 | [ 187 ]         |
| 宮人金氏     |          |      |      | 金原浩        | 太祖五年（1397年）進宮，位號不詳。               | [ 188 ]         |
| 妓生巫峽兒   |          |      |      |               | 太上王時寵妓。                                   | [ 189 ] [ 190 ] |

### 子女

#### 子
| 序 | 稱號     | 名   | 生年 | 卒年 | 生母     | 配偶                                             | 備註                                                                                            | 參考                    |
| -- | -------- | ---- | ---- | ---- | -------- | ------------------------------------------------ | ----------------------------------------------------------------------------------------------- | ----------------------- |
| 1  | 鎮安大君 | 芳雨 | 1354 | 1393 | 神懿王后 | 三韓國大夫人忠州池氏                             | 因反對父親稱王而隱居；諡靖懿，有二子一女。                                                      | :001                    |
| 2  | 朝鮮定宗 | 曔   | 1357 | 1419 | 神懿王后 | 定安王后慶州金氏                                 | 本名芳果、初封永安君；朝鮮王朝第二代國王，有十五子八女。                                        | [ 194 ]                 |
| 3  | 益安大君 | 芳毅 | 1360 | 1404 | 神懿王后 | 三韓國大夫人鐵原崔氏                             | 諡安襄，有二子二女；配享定宗廟庭。                                                              | :001                    |
| 4  | 懷安大君 | 芳幹 | 1364 | 1421 | 神懿王后 | 府夫人驪興閔氏 府夫人密陽黃氏 金陵府夫人金浦琴氏 | 諡良僖，有四男二女。                                                                            | :002                    |
| 5  | 朝鮮太宗 | 芳遠 | 1367 | 1422 | 神懿王后 | 元敬王后驪興閔氏                                 | 初封靖安君；朝鮮王朝第三代國王，有十二子十七女。                                                | [ 196 ]                 |
| 6  | 德安大君 | 芳衍 |      |      | 神懿王后 |                                                  | 早逝，生卒年不詳；初封元尹。 光武四年（1900年），以懷安大君十六代孫李貞敎奉祀。                 | [ 197 ] [ 198 ]         |
| 7  | 撫安大君 | 芳蕃 | 1381 | 1398 | 神德王后 | 開城府夫人王氏                                   | 死於第一次王子之亂，諡章惠。 世宗十九年（1437年），以姪孫廣平大君李璵（世宗嫡五子）為嗣。       | [ 199 ] [ 200 ]         |
| 8  | 宜安大君 | 芳碩 | 1382 | 1398 | 神德王后 | 府夫人富有沈氏                                   | 死於第一次王子之亂，諡昭悼。 成宗六年（1475年），以姪曾孫春城君李譡（世宗孫、密城君次子）為嗣。 | [ 201 ] [ 202 ] [ 203 ] |

#### 女
| 序 | 稱號     | 名   | 生年 | 卒年 | 生母     | 配偶           | 備註                                                                                                  | 參考:003                |
| -- | -------- | ---- | ---- | ---- | -------- | -------------- | --- | ----------------------- |
| 1  | 慶愼公主 |      |      | 1426 | 神懿王后 | 上黨府院君李薆 | 有一子李厚。                                                                                          | [ 204 ]                 |
| 2  | 慶善公主 |      |      |      | 神懿王后 | 靑原君沈悰     | 有一女青松沈氏。                                                                                      |                         |
| 3  | 慶順公主 |      |      | 1407 | 神德王后 | 興安君李濟     | 第一次王子之亂之後，定宗二年（1399年）奉父命出家為比丘尼。 世宗二十年（1438年），以李濟姪兒李潤為嗣。 | [ 205 ] [ 206 ] [ 207 ] |
| 4  | 義寧翁主 |      |      |      |          | 啓川尉李䔲     | 又稱「宜寧翁主」；有四子三女。                                                                        | [ 208 ]                 |
| 5  | 淑愼翁主 | 旀致 |      | 1453 | 和義翁主 | 唐城尉洪海     | 又稱「信淑翁主」；有三子一女。                                                                        | [ 209 ] [ 210 ]         |

## 圖集

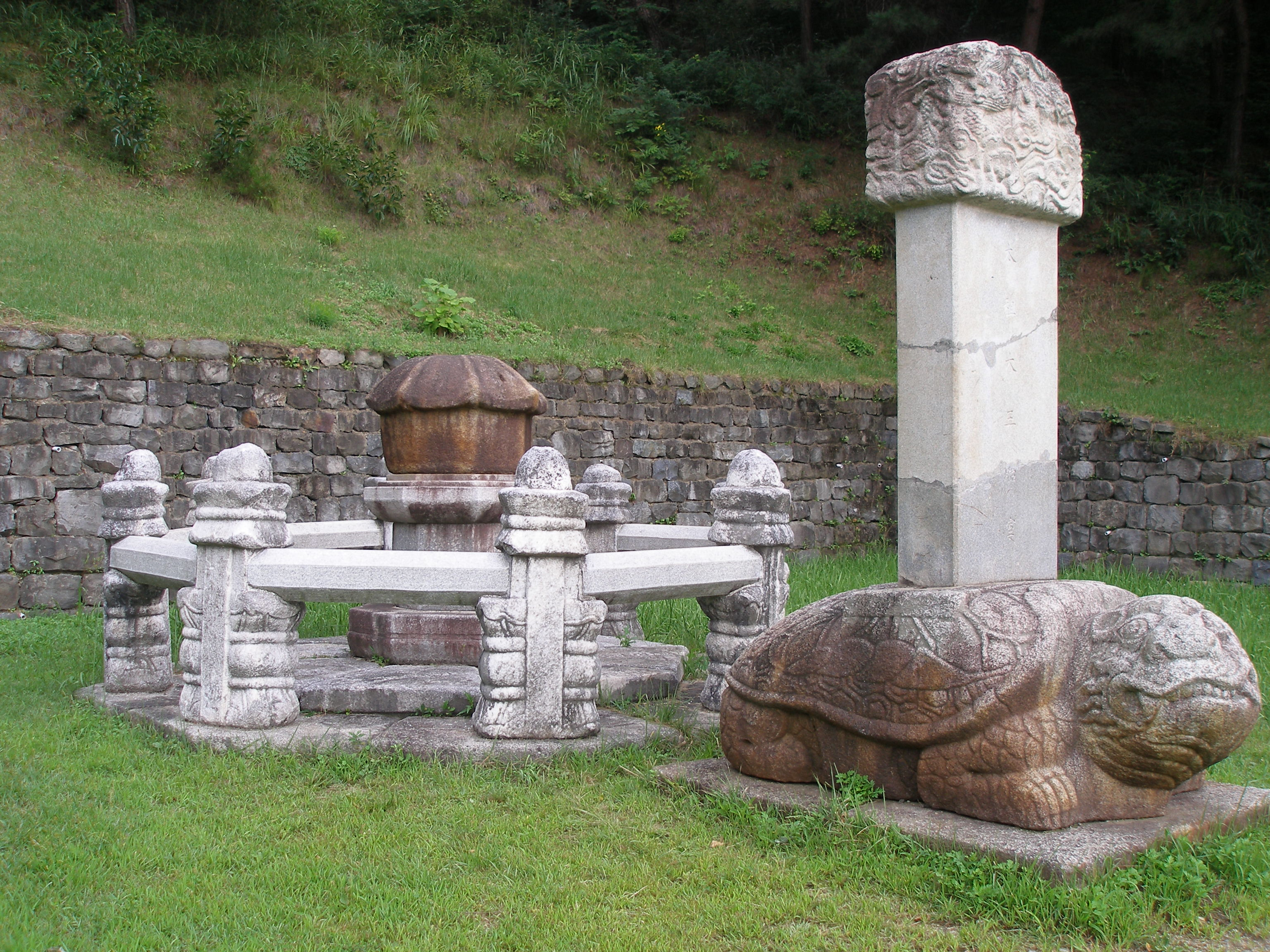
忠清南道錦山郡的太祖大王胎室
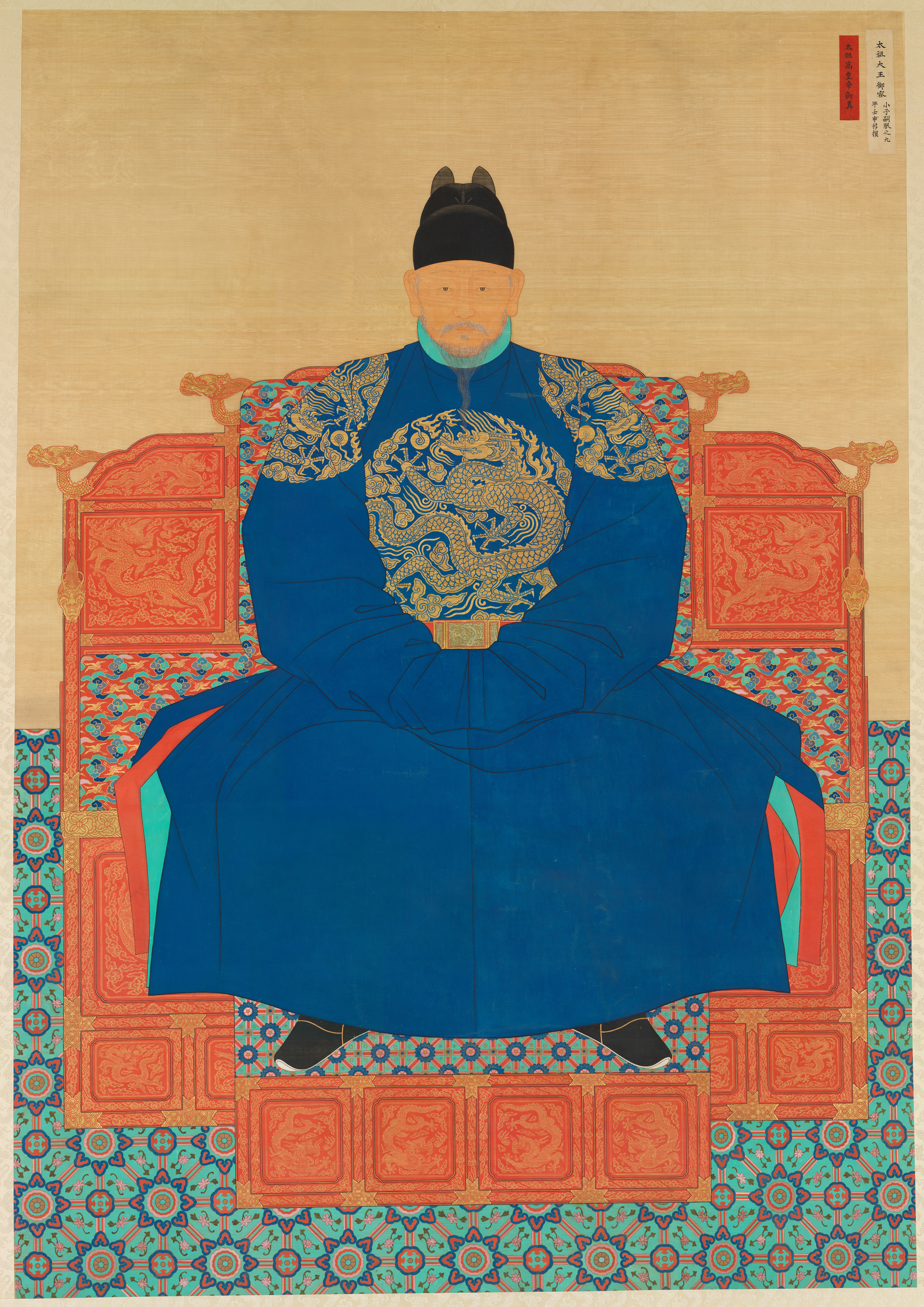
太祖大王御真 （1872年摹本）
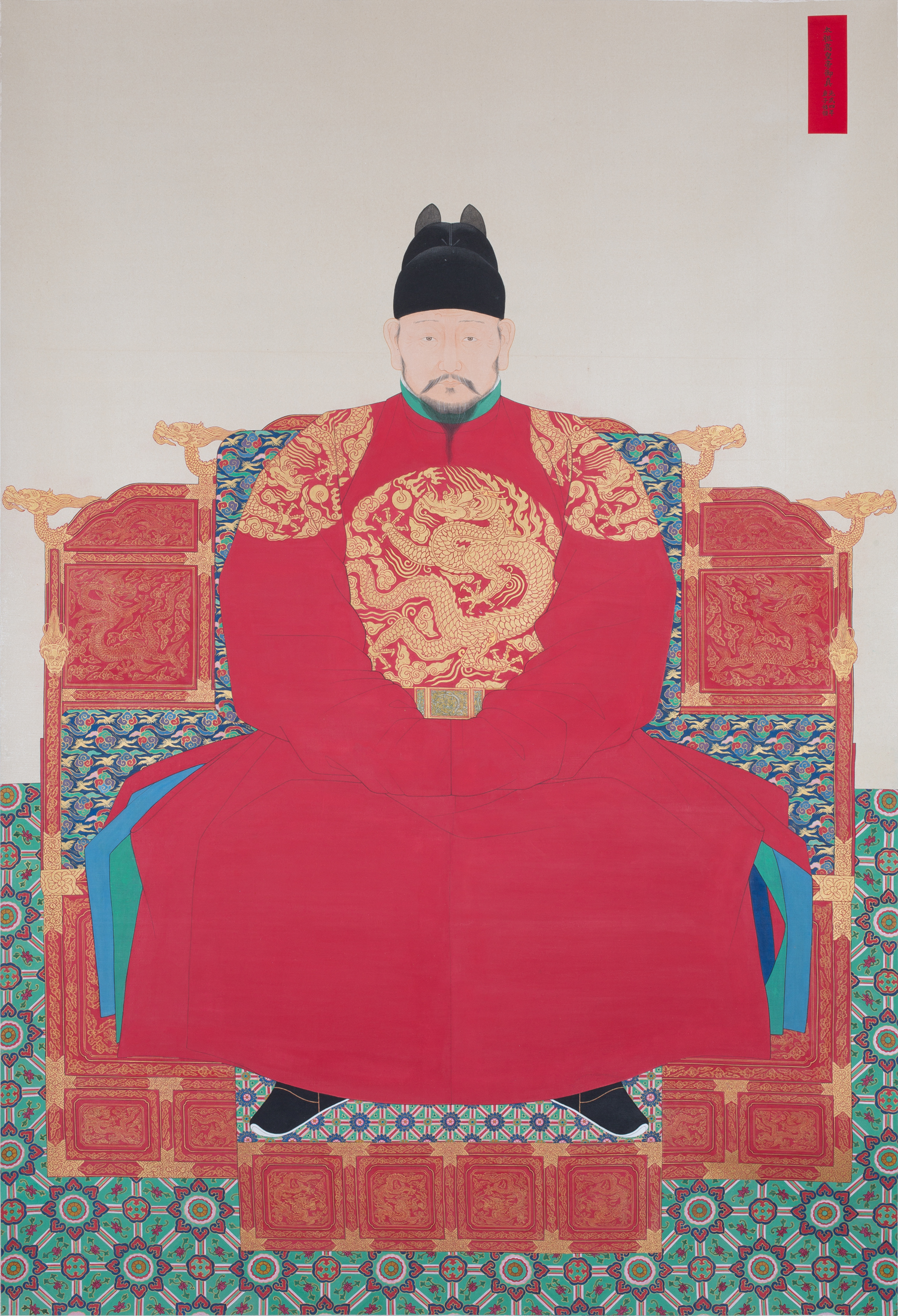
太祖高皇帝御真 （1900年摹本）
太祖大王御筆淑愼翁主家屋許與文記 （拓本，原件寫於1401年）

## 相關影視作品及飾演者
| 播出（拍攝）年份 | 影視作品                      | 演員   | 製播團隊 | 備註 |
| 電視劇           |                               |        |          |      |
| 1983年           | 開國                          | 林東眞 | KBS      |      |
| 1983年           | 朝鮮王朝五百年—《楸洞宮大人》 | 金茂生 | MBC      |      |
| 1996年           | 龍之淚                        | 金茂生 | KBS      |      |
| 2005年           | 辛旽                          | 李珍雨 | MBC      |      |
| 2012年           | 大風水                        | 池珍熙 | SBS      |      |
| 2014年           | 鄭道傳                        | 劉東根 | KBS      |      |
| 2015年           | 六龍飛天                      | 千浩振 | SBS      |      |
| 2016年           | 蔣英實                        | 金基賢 | KBS      |      |
| 2019年           | 我的國家                      | 金永哲 | JTBC     |      |
| 2021年           | 太宗李芳遠                    | 金永哲 | KBS      |      |